# Beata Białowąs
Beata Iwona Białowąs (ur. 8 października 1972 w Sosnowcu) – polska działaczka gospodarcza i samorządowa, w latach 2019–2022 członek zarządu województwa śląskiego.

## Życiorys
Absolwentka Wydziału Filozofii Katolickiego Uniwersytetu Lubelskiego. Kształciła się podyplomowo w zakresie rozwoju podmiotów gospodarczych (Wyższa Szkoła Bankowości i Finansów w Katowicach), zarządzania projektami europejskimi (Akademia Ekonomiczna w Krakowie), społecznej odpowiedzialności biznesu (Wyższa Szkoła Europejska im. ks. Józefa Tischnera w Krakowie) oraz na studiach typu Executive MBA w Collegium Humanum – Szkole Głównej Menadżerskiej. Pracowała w organizacjach pracodawców na stanowiskach kierowniczych. W 2015 została dyrektor generalną Izby Rzemieślniczej oraz Małej i Średniej Przedsiębiorczości w Katowicach. Była także m.in. członkiem Komitetu Monitorującego Regionalny Program Operacyjny Województwa Śląskiego.
Zaangażowała się w działalność polityczną w ramach Solidarnej Polski (następnie Suwerennej Polski), która w 2024 weszła w skład Prawa i Sprawiedliwości. W 2014 kandydowała do rady miejskiej w Katowic z ramienia KWW Jerzego Ziętka, mandat uzyskała w 2018 z listy PiS. W 2019 i 2023 bez powodzenia kandydowała do Sejmu. 24 czerwca 2019 powołana na stanowisko członka zarządu województwa śląskiego, odpowiedzialnego za obszary wiejskie, edukację, promocję i projekty społeczne oraz cyfryzację i informatykę (zastąpiła Michała Wosia). Zakończyła pełnienie funkcji 21 listopada 2022 po wcześniejszym złożeniu rezygnacji. W 2023 została wiceprezesem spółki Tauron Ekoenergia. W 2024 wybrana na radną sejmiku śląskiego.